# Anaglyptus helenae
Anaglyptus helenae är en skalbaggsart som beskrevs av Holzschuh 1993. Anaglyptus helenae ingår i släktet Anaglyptus och familjen långhorningar. Inga underarter finns listade i Catalogue of Life.